# Astragalus rimarum
Astragalus rimarum är en ärtväxtart som beskrevs av Joseph Friedrich Nicolaus Bornmüller. Astragalus rimarum ingår i släktet vedlar, och familjen ärtväxter. Inga underarter finns listade i Catalogue of Life.